# Ancistrus temminckii
Az Ancistrus temminckii a sugarasúszójú halak (Actinopterygii) osztályának harcsaalakúak (Siluriformes) rendjébe, ezen belül a tepsifejűharcsa-félék (Loricariidae) családjába tartozó faj.

## Neve
Ez a hal a fajnevét, Coenraad Jacob Temminckról, a híres holland arisztokratáról és zoológusról kapta.

## Előfordulása
Az Ancistrus temminckii Dél-Amerikában, a Saramacca-, a Suriname- és a Marowijne-folyók medencéiben lelhető meg.

## Megjelenése
Ez az algaevő harcsafaj legfeljebb 9,8 centiméter hosszú. A sötét testét és a majdnem átlátszó úszóit, sok kis világosabb petty borítja.

## Életmódja
A trópusi, 21-24 Celsius-fokos hőmérsékletű édesvizeket kedveli. A víz fenekén él és keresi a táplálékát.

## Felhasználása
Az Ancistrus temminckiinak ipari mértékű halászata van. Az algaevő harcsák (Ancistrus) közül az egyik legismertebb és kedveltebb az akvaristák körében.